# Charles Yeater
Charles Emmett Yeater (ur. 1861 w Sedalii w Missouri - zm. lipiec 1943) – amerykański urzędnik i polityk, pełniący obowiązki gubernatora generalnego Filipin w okresie od 5 marca do 14 października 1921.